# Błystawycia
Błystawycia (ukr. Блиставиця) – wieś na Ukrainie, w obwodzie kijowskim, w rejonie buczańskim, w hromadzie Bucza. W 2025 liczyła 1000 mieszkańców.